# Biskuit

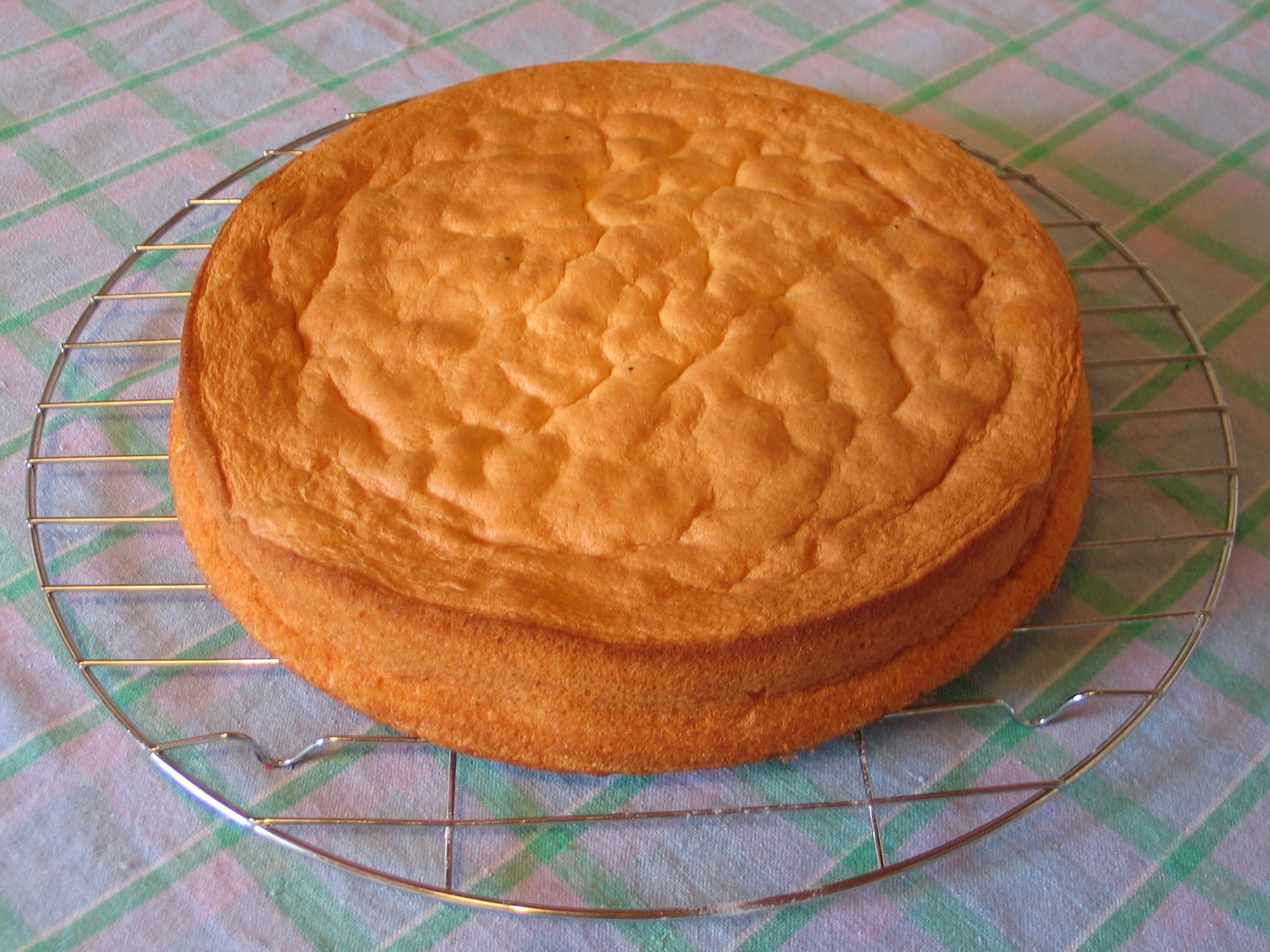
Aus Biskuitmasse hergestellter Kuchen, der in waagerechte Platten geschnitten wird, die anschließend mit Creme oder Sahne bestrichen und zu einer Torte montiert (aufeinandergelegt) werden

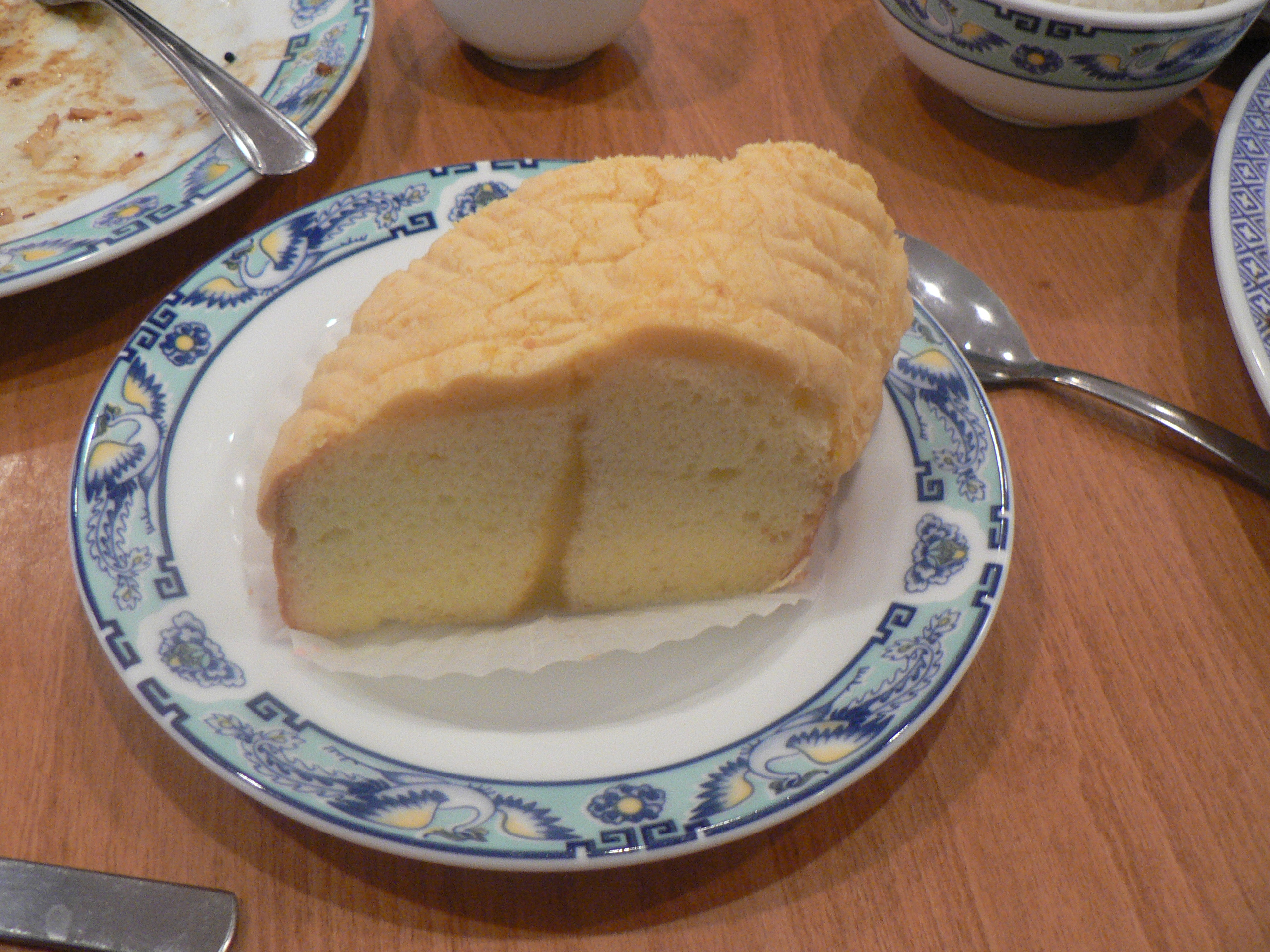
Stück eines in einer kastenförmigen oder runden Form gebackenen Biskuitkuchens mit Zitronenfüllung

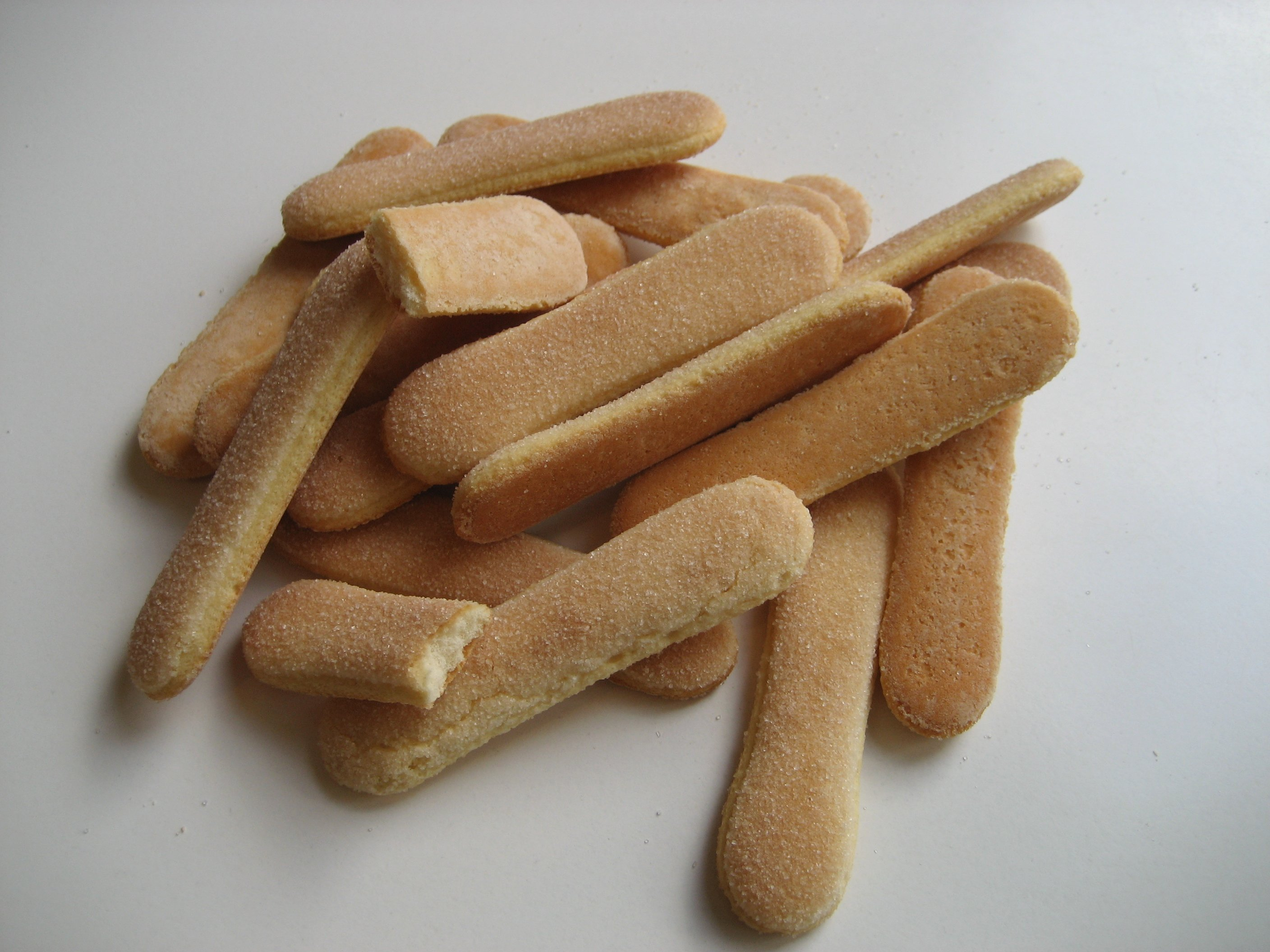
Löffelbiskuits

Biskuit (von französisch biscuit aus lateinisch bis coctus [panis], „zweimal gebackenes [Brot]“) ist eine leichte Dauerbackware aus Biskuitmasse, einer Mischung aus Eigelb, Zucker, Eischnee und Mehl – meist ohne Zugabe von Fett. Eine Variante davon ist der Löffelbiskuit (auch Kinderbiskuit oder österreichisch Biskotte genannt).

## Definition
Nach den „Leitsätzen für Feine Backwaren“ muss eine Biskuitmasse bei gewerblicher Herstellung einen Volleianteil von mindestens 66,7 % bezogen auf das Gewicht der Getreideerzeugnisse und Stärke aufweisen. Eiaustauschstoffe werden nicht verwendet. „Eibiskuit“ und andere hervorhebende Qualitätsbezeichnungen erfordern den doppelten Eigehalt bezogen auf den Anteil der Getreideerzeugnisse und Stärke. Der Masse wird in der Regel kein Fett zugesetzt. Unter Zugabe von Fett (z. B. zerlassener Butter) hergestellter Biskuit wird als „Wiener Masse“ bezeichnet.
Das wichtigste Triebmittel bei der Herstellung eines Biskuitteigs ist die Luft, die beim Aufschlagen von Ei und Zucker eingerührt wird. Sie macht die Masse locker und verleiht ihr Volumen. Das Mehl sollte erst am Ende des Rührprozesses kurz untergehoben werden, damit die Luft aus der Masse nicht entweichen kann. Die Masse muss nach der Zubereitung sofort in den vorgeheizten Backofen geschoben werden, da sie andernfalls schnell in sich zusammenfällt. Oft wird dem Mehl Backpulver beigemengt.  
Biskuitmasse wird vor allem zur Herstellung von Löffelbiskuits und Tortenböden verwendet, die mit Likör, Obstbrand, Rum, Fruchtsirup, Kaffee oder anderen Flüssigkeiten befeuchtet, manchmal auch mit Marmelade bestrichen und anschließend mit einer Crème (z. B. englische Creme, Buttercreme, Schlagsahne) bestrichen werden. Auf diese Weise werden Creme- und Sahnetorten sowie auch Charlotten hergestellt. In Charlotten kommen statt Teigböden zuweilen Löffelbiskuits zum Einsatz. Löffelbiskuits werden auch gern bei der Herstellung von Tiramisù verwendet.

## Geschichte
Bis ins 17. Jahrhundert bezeichnete der aus dem Französischen entlehnte Begriff „Biskuit“ im Deutschen Schiffszwieback, d. h. ein Brot, das in Scheiben geschnitten und ein zweites Mal gebacken wurde, bis es trocken, mürbe und lange haltbar war. Hierfür setzte sich später im Deutschen die Bezeichnung „Zwieback“, eine wörtliche Übersetzung des französischen Wortes, durch, während im Französischen selbst die aus dem Italienischen übernommene Bezeichnung „biscotte“ für Zwieback üblich wurde. „Biscuit“ bedeutet heute im Französischen einerseits Keks (Plätzchen) und andererseits Biskuitteig. Ein „bisuit à la cuillère“, auch boudoir genannt, ist ein Löffelbiskuit.
Der Wandel vom festen Keks zum lockeren Backwerk fand nicht übergangslos statt: Erst im 18. Jahrhundert setzte sich der Brauch durch, die Eier für die Zubereitung einer Teigmasse zu trennen und Eiweiß und Eigelb getrennt voneinander mit Zucker schaumig zu schlagen, dann den Eischnee unter die Eigelbmasse zu melieren und anschließend das gesiebte Mehl (und gegebenenfalls etwas flüssige Butter) unterzuheben.
Im Englischen hat das Wort „biscuit“ seine ursprüngliche Bedeutung eines hartgebackenen Kekses bewahrt. Biskuit im Sinne von Biskuitmasse, Biskuitböden etc. wird im Englischen mit sponge cake übersetzt, im Französischen meist als génoise und korrekter als biscuit génois oder biscuit en pâte génoise („Kuchen aus Genueser Teig“) sowie im Italienischen als pan di Spagna („spanisches Brot“) bezeichnet. In den USA ist ein „biscuit“ eine ungesüßte weiche Backware, die ohne Zusatz von Hefe hergestellt wird.

## Typische Produkte
- Biskuitböden, Biskuitrouladen bzw. Biskuitrollen
- Löffelbiskuits
- Madeleine-Biskuits
- Sahneomeletts, aus Biskuitteig hergestellte und mit Sahne gefüllte gerollte Kuchen